# Plain Words
Plain Words (i senare upplagor Complete Plain Words) är en skrift, i första upplagan skriven av Ernest Gowers 1948 på uppdrag av det brittiska skatteverket, med råd om hur man skriver lättförståeligt. Senare upplagar har skrivits av Bruce Fraser (1973) och Sidney Greenbaum och Janet Whitcut (1986).